# Oeceoclades
Oeceoclades är ett släkte av orkidéer. Oeceoclades ingår i familjen orkidéer.

## Dottertaxa tillOeceoclades, i alfabetisk ordning[1]
- Oeceoclades alismatophylla
- Oeceoclades ambongensis
- Oeceoclades ambrensis
- Oeceoclades analamerensis
- Oeceoclades analavelensis
- Oeceoclades angustifolia
- Oeceoclades antsingyensis
- Oeceoclades atrovirens
- Oeceoclades aurea
- Oeceoclades bernetii
- Oeceoclades boinensis
- Oeceoclades calcarata
- Oeceoclades callmanderi
- Oeceoclades cordylinophylla
- Oeceoclades decaryana
- Oeceoclades flavescens
- Oeceoclades furcata
- Oeceoclades gracillima
- Oeceoclades hebdingiana
- Oeceoclades humbertii
- Oeceoclades lanceata
- Oeceoclades latifolia
- Oeceoclades lonchophylla
- Oeceoclades longebracteata
- Oeceoclades lubbersiana
- Oeceoclades maculata
- Oeceoclades pandurata
- Oeceoclades perrieri
- Oeceoclades petiolata
- Oeceoclades peyrotii
- Oeceoclades quadriloba
- Oeceoclades rauhii
- Oeceoclades saundersiana
- Oeceoclades sclerophylla
- Oeceoclades seychellarum
- Oeceoclades spathulifera
- Oeceoclades ugandae
- Oeceoclades zanzibarica